# Potsdam-Institut für Klimafolgenforschung
Pour les articles homonymes, voir PIK.
 (novembre 2012).
Si vous disposez d'ouvrages ou d'articles de référence ou si vous connaissez des sites web de qualité traitant du thème abordé ici, merci de compléter l'article en donnant les références utiles à sa vérifiabilité et en les liant à la section « Notes et références ».
L'Institut de recherche de Potsdam sur les effets du changement climatique (Potsdam-Institut für Klimafolgenforschung) ou plus communément nommé PIK est un institut de recherche allemand fondé en 1992. L'établissement mène des recherches dans une perspective multidisciplinaire. Il représente l'un des instituts allemand les plus renommés en matière de prévision climatique[réf. nécessaire].
L'institut est situé dans un ancien observatoire d'astrophysique du parc scientifique Albert Einstein.

## Historique
Alors conseiller scientifique auprès de la chancellerie d'Helmut Kohl en 1992, Hans Joachim Schellnhuber est nommé premier directeur de l'institut.
En 2023, l'institut compile des profils de risques climatiques (PRC) sur les effets des changements actuels et futurs au niveau national et des pays partenaires en collaboration avec la Deutsche Gesellschaft für Internationale Zusammenarbeit (GIZ) et la banque allemande de développement (KfW) à la demande du ministère fédéral allemand de la coopération économique et du développement (BMZ).
En 2024, l'institut présente un rapport en ouverture de la COP 16 sur la désertification à Riyad (Arabie saoudite) concernant la déforestation, l'urbanisation et l'agriculture intensive qui « menacent les composantes du système terrestre et la survie de l'humanité », dont un chapitre conséquent est dédié aux solutions concrètes, anciennes ou plus modernes.